# Luigi Carrai
Luigi Carrai (Firenze, 15 novembre 1922 – Roma, 5 novembre 1994) è stato un annunciatore televisivo italiano.

## Biografia
Laureato in giurisprudenza, a lungo voce radiofonica e pubblicitaria, Luigi Carrai detto Gigi, ex cantante lirico, approdò in televisione nel 1959, divenendo un volto noto del telegiornale fino alla prima metà degli anni ottanta; la sua voce fu richiesta anche in molti film dell'epoca come voce del telegiornale nel film.
Amato dal pubblico, apprezzato per la perfetta articolazione delle parole; la RAI gli dedicò, tramite il servizio stampa, una serie di cartoline illustrate a testimonianza della sua bellezza, gradita soprattutto al pubblico femminile.
In un'edizione del telegiornale della sera della seconda metà degli anni '60 avvenne un fatto curioso: Luigi Carrai, che conduceva il notiziario, fu colto da un improvviso attacco di tosse che gli impedì di proseguire la trasmissione. Fu così sostituito in diretta dal collega Marco Raviart.
Le strade di Carrai e Raviart si divisero definitivamente nel marzo del 1976, con la nascita delle reti concorrenti. Carrai restò alla tradizionalista Rete Uno, mentre Raviart andò alla anti-conformista Rete Due.